# 네이키드 웨폰 - 적라특공
《네이키드 웨폰 - 적라특공》(중국어: 赤裸特工, 영어: Naked Weapon)는 홍콩에서 제작된 정소동 감독의 2002년 액션, 드라마 영화이다. 매기 큐이 주연으로 출연하였다.

## 출연

### 주연
- 매기 큐 - 샬린
- 오언조 - 잭 첸

### 조연
- 안아 - 캐트
- 연개 - 류이치
- 정패패 - 샬린의 어머니
- 이행지 - 아정
- 황패화 - 마담

## 기타
- Line PD: 허리창

## 한국판 성우진(SBS) (2007년 4월 29일)
- 우정신 - 샬린(매기 큐)
- 소연 - 캐트(안아)
- 양석정 - 잭 첸(오언조)
- 최문자 - 마담(황패화)
- 이주연 - 아정(이행지)
- 엄태국 - 류이치(연개)
- 변영희 - 교관(아우구스틴 애궈베리)
- 이소영 - 샬린의 어머니(정패패)
- 박규웅 - 미스터 첸(진국신)
- 배정민